# Jumilhac-le-Grand
Jumilhac-le-Grand település Franciaországban, Dordogne megyében. Lakosainak száma 1140 fő (2022. január 1.). Jumilhac-le-Grand Bussière-Galant, Le Chalard, Ladignac-le-Long, Saint-Yrieix-la-Perche, Sarlande, Sarrazac, Saint-Paul-la-Roche és Saint-Priest-les-Fougères községekkel határos.

## Népesség
A település népességének változása:
| Lakosok száma | 1654 | 1411 | 1260 | 1242 | 1237 | 1249 | 1237 | 1175 | 1144 | 1140 |
|               | 1968 | 1982 | 1990 | 2006 | 2013 | 2015 | 2017 | 2019 | 2020 | 2022 |